# Petar Brlek
Petar Brlek, né le 29 janvier 1994 à Varaždin en Croatie, est un footballeur croate qui évolue au poste de milieu de terrain.

## Biographie

### En club
Petar Brlek est né à Varaždin en Croatie et est originaire de Ludbreg. Il commence le football des les catégories jeunes du NK Varaždin.
Il fait ses débuts professionnels au NK Slaven Belupo en entrant en jeu lors de la dernière journée de championnat 2010-2011. Il gagne de plus en plus de temps de jeu les années suivantes jusqu'à devenir un cadre de l'équipe croate. 
Il rejoint ensuite la Pologne et le Wisła Cracovie pendant en février 2016. 
En 2017, il rejoint l'Italie en s'engageant avec le Genoa CFC. Après seulement sept matchs lors des six premiers mois, il enchaine les prêts. Tout d'abord dès février 2018 pour six mois dans son ancien club du Wisła Cracovie, puis la saison suivante en Suisse au FC Lugano puis la suivante à l'Ascoli Calcio en Serie B.
Il est libéré par le Genoa CFC en janvier 2021 pour revenir en Croatie au NK Osijek. Il y passe trois saisons jusqu'à l'été 2024 où il n'est pas prolongé.
En janvier 2025, après être resté six mois sans club, il signe au Wieczysta Cracovie en troisième division polonaise. Il participe à la fin de saison compliquée du club qui réussi tout de même à terminer troisième et accéder aux barrages qu'ils remportent et qui permettent la montée du club en deuxième division.

## Palmarès
Peter Brlek est vice-champion de Croatie en 2022 avec le NK Osijek.